# Zákon o mimořádné moci nařizovací
Zákon o mimořádné moci nařizovací byl zákon č. 95/1933 Sb. ze dne 9. června 1933, jenž zmocňoval československou vládu vydávat nařízení, jimiž mohla měnit zákony týkající se hospodářských záležitostí. Tato nařízení musela být zpětně schválena Národním shromážděním.

## Obsah zákona
Zákonem o mimořádné moci nařizovací zmocnilo Národní shromáždění Československou vládu vydávat po dobu trvání hospodářské krize nařízení upravující celní sazebník, ceny a další hospodářské záležitosti (§ 1). Samotné zmocnění spočívalo ve skutečnosti, že vládní nařízení vydaná podle tohoto zákona mohla měnit platné zákony (§ 2) a Národní shromáždění teprve zpětně (do 14 dnů) dané vládní nařízení potvrdilo či zrušilo (§ 5). Na rozdíl od jiných vládních nařízení musel nařízení vydávané podle tohoto zákona spolupodepisovat také prezident (§ 3). Zákon také upravoval otázku trestů za přestoupení nařízení vydaných podle tohoto zákona (§ 4).
Původně mělo zmocnění trvat pouze do 15. listopadu 1933 (§ 1), ovšem právě tohoto dne Národní shromáždění prodloužilo platnost zákona do 30. června 1934. V následujících letech pak Národní shromáždění platnost zákona vždy o rok prodloužilo, případně upřesnilo některá ustanovení zákona. Teprve roku 1937 platnost zákona nebyla prodloužena, takže 30. června 1937 jeho platnost vypršela.